# Applied Theories of Expanding Minds
Applied Theories of Expanding Minds (deutsch Angewandte Theorie der Bewusstseinserweiterung) ist ein schwedisch-kenianischer Kurzfilm von Lena Bergendahl, Jennifer Rainsford und Rut Karin Zettergren aus dem Jahr 2011. In Deutschland feierte der Film am 29. April 2012 bei den Internationalen Kurzfilmtagen in Oberhausen Premiere.

## Handlung
Fanatiker haben in Kenia eine alternative Gesellschaft gegründet. Dort bestimmen Erdmagnetfelder das Leben. Kontrolliert wird das Ganze von der Volksrepublik China.

## Kritiken
„Eine lobende Erwähnung sprechen wir einem Film aus, der das Aufbrechen des eurozentrischen Blicks ernst nimmt und damit eine ebenso skurrile wie erschreckend glaubwürdige Welt entwirft. ‚Applied Theories of Expanding Minds‘ von Lena Bergendahl, Jennifer Rainsford und Rut Karin Zettergren ist die Dystopie eines fiktiven Ex-Kolonialgebiets, in dem der Erdmagnetismus das gesellschaftliche und religiöse Leben bestimmt. Kreativer Mut und die Liebe zum inszenatorischen Detail sorgen dafür, dass das Spiel mit Realität und Fiktion nicht Selbstzweck bleibt, sondern spielerisch unverkrampft gesellschaftskritische Assoziationen weckt.“

## Auszeichnungen
Internationale Kurzfilmtage Oberhausen 2012
- Lobende Erwähnung des Ministeriums für Familie, Kinder, Jugend, Kultur und Sport des Landes Nordrhein-Westfalen